# ماتئو ترنتین
ماتئو ترنتین (ایتالیایی: Matteo Trentin؛ زادهٔ ۲ اوت ۱۹۸۹) دوچرخه‌سوار اهل ایتالیا است.

## باشگاهی
از باشگاه‌هایی که در آن رکاب زده‌است می‌توان به تیم کوئیک‌استپ فلورز، روت–آکروس، و تیم اوریکا–اسکات اشاره کرد.